# Fabio Frizzi

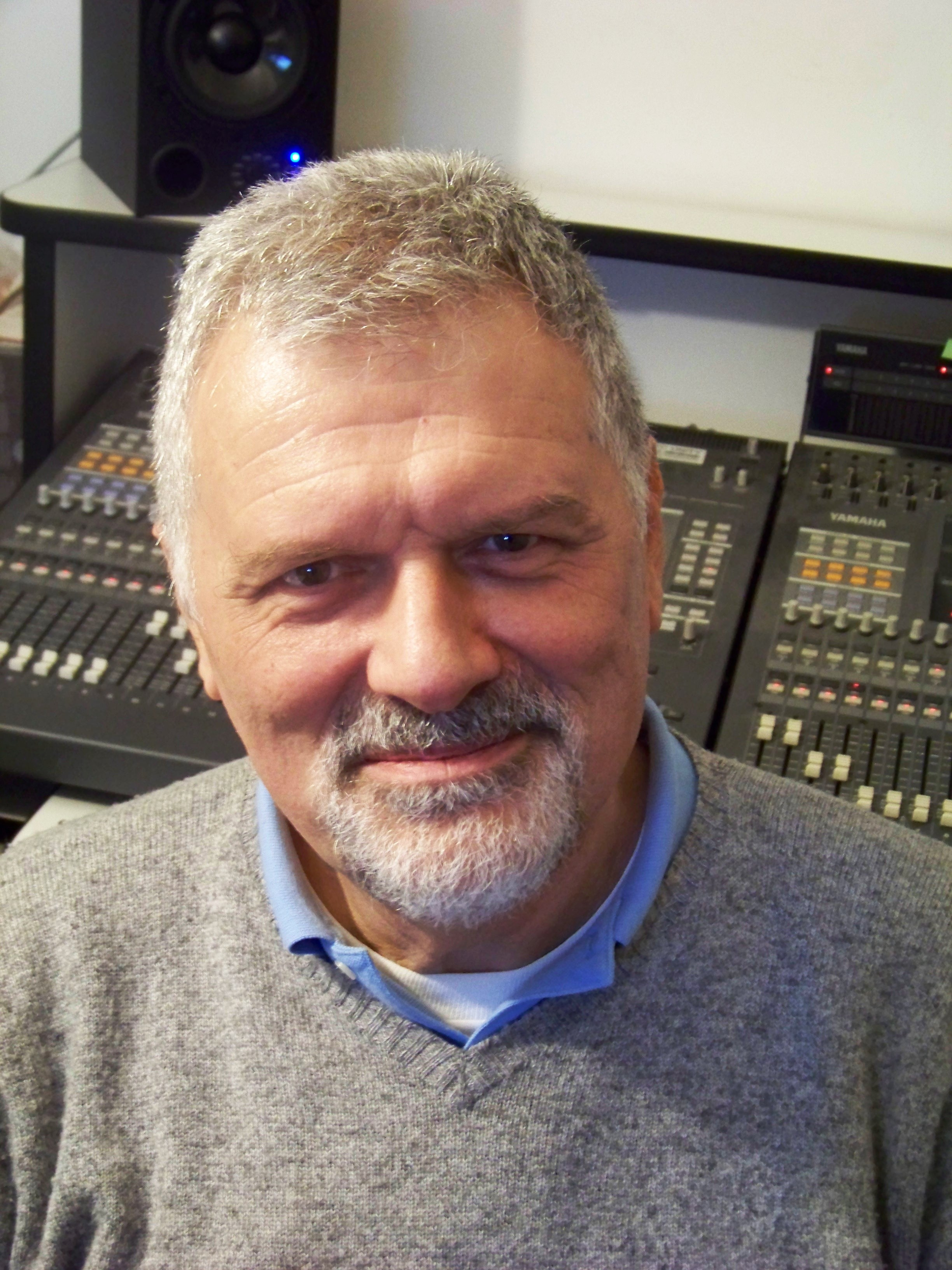
Fabio Frizzi, 2011

Fabio Frizzi (* 2. Juli 1951 in Bologna) ist ein italienischer Komponist von Filmmusik.

## Leben
Zu Beginn seiner Karriere arbeitete Frizzi häufig mit Vincenzo Tempera und Franco Bixio zusammen, kurzzeitig auch mit der Gruppe Goblin. Bekannt wurde er vor allem durch seine Arbeiten im Bereich des italienischen Horrorfilms der späten 1970er und frühen 1980er Jahre. Auf diesem Gebiet zählt er – neben Riz Ortolani und Bruno Nicolai – zu den wohl bekanntesten Komponisten. Überdurchschnittlich oft arbeitete er mit dem Kult-Regisseur Lucio Fulci zusammen, dessen oft leicht surreale Stimmungsbilder und Geschichten er mit entsprechend atmosphärischen Soundtracks untermalte. Seine Arbeiten zu Über dem Jenseits und Ein Zombie hing am Glockenseil (beide von Lucio Fulci) genießen heute Kultstatus. Aber auch außerhalb dieses Genres war Frizzi aktiv: Er schrieb unter anderem die Musik zu dem Spencer-Film Aladin.
Quentin Tarantino verwendete ein Stück aus dem Soundtrack von Sette note in nero im Film Kill Bill.
Mit dem Niedergang des italienischen Genrekinos ab Mitte der 1980er Jahre wurde es auch um Frizzi ruhiger.
Der 2018 verstorbene Fernsehmoderator Fabrizio Frizzi war sein jüngerer Bruder.

## Filmografie (Auswahl)
- 1968: Ed ora… raccomanda l’anima a Dio!
- 1974: Vier Fäuste schlagen wieder zu (Carambola)
- 1974: Amore libero – Free Love
- 1974: La pazienza ha un limite… noi no!
- 1975: Verdammt zu leben – verdammt zu sterben (I quattro dell’apocalisse)
- 1975: Das größte Rindvieh weit und breit (Fantozzi)
- 1976: Action Winners (L’ultima volta)
- 1976: Die blutigen Spiele der Reichen (Roma: l’altra faccia della violenza)
- 1976: Time Breaker (Get mean)
- 1977: Die sieben schwarzen Noten (Sette note in nero)
- 1978: Manaos – Die Sklaventreiber vom Amazonas (Manaos)
- 1979: Woodoo – Die Schreckensinsel der Zombies (Zombi 2)
- 1980: Das Syndikat des Grauens (Luca il contrabbandiere)
- 1980: Ein Zombie hing am Glockenseil (Paura nella città dei morti viventi)
- 1981: Über dem Jenseits (L’aldilà)
- 1983: Der Tag des Söldners (Rolf)
- 1986: Aladin (Superfantagenio)
- 1987: Bridge to Hell (Un ponte per l’inferno)
- 1990: Nightmare Concert (Un gatto nel cervello)
- 2018: Puppet Master: Das tödlichste Reich (Puppet Master: The Littlest Reich)